# Новожилов, Александр Сергеевич
Алекса́ндр Серге́евич Новожи́лов (10 февраля 1948 — 31 октября 2004) — российский дипломат. Чрезвычайный и полномочный посол (2004).

## Биография
Окончил Московский государственный институт международных отношений (МГИМО) МИД СССР (1971). Владел арабским, английским и французским языками. На дипломатической работе с 1971 года.
- В 1971 году — сотрудник Посольства СССР в Народной Демократической Республике Йемен.
- В 1972—1975 годах — сотрудник Генерального консульства в Александрии (Египет) и Посольства СССР в Египте.
- В 1992—1993 годах — заведующий отделом Департамента Африки и Ближнего Востока МИД России.
- С 15 октября 1993 по 2 июля 1998 года — чрезвычайный и полномочный посол Российской Федерации в Бахрейне[1][2].
- В 1998—1999 годах — посол по особым поручениям МИД России.
- С 3 сентября 1999 по 8 августа 2000 года — полномочный представитель президента Российской Федерации в объединённой Контрольной комиссии по урегулированию вооруженного конфликта в Приднестровском регионе Республики Молдова[3][4].

Похоронен в Москве на Троекуровском кладбище.

## Награды
- Почётный работник Министерства иностранных дел Российской Федерации[5].

## Дипломатический ранг
- Чрезвычайный и полномочный посланник 2 класса (17 сентября 1993)[6]
- Чрезвычайный и полномочный посланник 1 класса (11 ноября 1995)[7]
- Чрезвычайный и полномочный посол (28 сентября 2004)[8]